# Mordimi (film)
Mordimi (Vampires Suck) è un film del 2010 diretto da Jason Friedberg e Aaron Seltzer.
La storia verte soprattutto sui primi tre romanzi della Saga di Twilight: Twilight, New Moon ed Eclipse, dei quali non è altro che la parodia generale. Vi sono anche parodie di personaggi famosi come Lady Gaga e i Black Eyed Peas oltre a parodie e citazioni di serie televisive come Buffy l'ammazzavampiri, Glee, Jersey Shore e molti altri film come Alice in Wonderland e High School Musical. Vengono citati anche la catena di fast food McDonald's e i famosi social network Facebook e Twitter.

## Trama
Becca Crane, ragazza impacciata che vive con il suo iper-protettivo padre, dovrà scegliere tra due contendenti: Edward Sullen, un ragazzo vampiro e Jacob White, un licantropo. 

## Distribuzione
Il film è uscito nelle sale cinematografiche statunitensi il 18 agosto 2010 distribuito in 2.978 cinema, mentre in Italia il 17 settembre.

### Edizioni home video
Il DVD è uscito nel gennaio del 2011 e contiene:
- Versione del film in inglese, tedesco, italiano con sottotitoli inglesi, tedeschi e italiani
- 24 scene
- Scene eliminate
- Papere
- Trailer originale

#### Versione cinematografica
Nel DVD è presente la versione cinematografica che dura 79 minuti.

#### Versione estesa
Nel DVD è presente la versione estesa che dura 81 minuti.

## Accoglienza

### Incassi
Il 18 agosto 2010, data di uscita nelle sale statunitensi, il film ha esordito al primo posto in classifica incassando 4 016 858 dollari, ed è arrivato a un totale di 18 563 902 dollari di incasso nel primo weekend scendendo al secondo posto. Al secondo weekend di programmazione scende al sesto posto incassando 5 221 780 dollari.
In Italia, il film ha debuttato al primo posto in classifica con un incasso di 1 902 442 euro durante il suo primo weekend di proiezione nelle sale. Al secondo weekend scende al terzo posto con 987 562 euro di incasso (superato da Inception e L'ultimo dominatore dell'aria).
Il film ha incassato più di 80 milioni di dollari in tutto il mondo.

### Critica
La pellicola riceve numerose nomination ai Razzie Awards:
- Candidatura per Peggior film;
- Candidatura per Peggior regista per Jason Friedberg e Aaron Seltzer;
- Candidatura per Peggior sceneggiatura per Jason Friedberg e Aaron Seltzer;
- Candidatura per Peggior prequel, remake, rip-off o sequel.